# 臺灣人體生物資料庫
臺灣人體生物資料庫是中華民國中央研究院旗下的一項大型生物醫學計畫，自2003年8月開始評估可行性，2012年起經衛生署（後升格衛生福利部）核發設置許可，正式開始收案。計畫預期以12年時間，蒐集20萬名健康參與者及10萬名疾病患者的生物檢體和健康資訊，建置屬於臺灣的人體生物資料庫，提供學者申請使用。截至2022年10月底為止，已經蒐集超過18萬人的資料。

## 計畫進展
中央研究院於2003年起進行「建立台灣人疾病與基因資料庫」的可能性評估，2004年完成報告。2005年開始執行基因資料庫先驅研究計畫，2006年8月蒐集1000名個案之資料蒐集。2008年12月起，蒐集8000名個案之資料進行研究。2012年1月，臺灣人體生物資料庫正式成立，起經衛生署（後升格衛生福利部）核發設置許可，自10月起開始收案。2018年6月時已蒐集10萬名民眾的資料，2021年8月時已蒐集15萬名民眾的資料，數據量達到1.5PB。在此期間，中研院團隊也至各地設置駐點站或宣導計畫，加速資料蒐集並鼓勵民眾參與，由於計畫早期，民間對遺傳、基因等觀念尚不熟悉，此計畫的第一線人員曾被誤認為詐騙集團。
蒐集到的檢體會經過分裝，部分儲存、部分送檢，檢驗包括基本檢驗、抽取DNA、進行基因定序。

## 計畫目標
計畫預期以12年時間（至2024年），蒐集20萬名健康參與者及10萬名疾病患者的生物檢體、生活型態、環境資訊、健康狀況，並進行長期追蹤、累積和更新，每二至四年會主動追蹤參與者的身體變化，藉此建置屬於臺灣的人體生物資料庫，提供民間學者申請使用，加速生醫產業發展，達到改善醫療照顧的願景。

## 計畫成果
截至2021年為止，資料庫已經提供數據給超過180個研究案、被使用於超過200篇研究論文中，累積超過一億人次的資料釋出使用量。其中包括一項大型的中風研究，研究使用了超過250萬名參與者的DNA資料。

## 外部連結
- 臺灣人體生物資料庫 官方網站